# Saint-Georges (Tarn i Garonna)
Saint-Georges – miejscowość i gmina we Francji, w regionie Oksytania, w departamencie Tarn i Garonna.
Według danych na rok 1990 gminę zamieszkiwało 149 osób, a gęstość zaludnienia wynosiła 16 osób/km² (wśród 3020 gmin regionu Midi-Pireneje Saint-Georges plasuje się na 914. miejscu pod względem liczby ludności, natomiast pod względem powierzchni na miejscu 1143.).